# 静岡県道32号藤枝黒俣線
静岡県道32号藤枝黒俣線（しずおかけんどう32ごう ふじえだくろまたせん）は、静岡県藤枝市から静岡市葵区に至る県道（主要地方道）である。

## 概要
静岡県藤枝市岡出山交差点と静岡市葵区久能尾とを結ぶ。
主に藤枝市北部の瀬戸谷（せとのや）地区と南部市街地とをつなぐ道路として利用されている。
2011年（平成23年）9月の平成23年台風第12号の影響による地すべり発生のため、静岡県道220号蔵田島田線交点から宇嶺の滝手前にかけてが通行止めとなっていた。その後の復旧工事によって仮橋が完成し、片側交互通行での通行が再開された。

### 路線データ
- 陸上距離：36.4 km
- 起点：藤枝市岡出山2丁目（岡出山交差点、静岡県道215号伊久美藤枝線・静岡県道381号島田岡部線交点）
- 終点：静岡市葵区黒俣（国道362号交点）

## 歴史
- 1971年（昭和46年）6月26日 - 建設省（現・国土交通省）が主要地方道に指定。
- 1972年（昭和47年）4月1日 - 静岡県が主要地方道32号藤枝黒俣線を路線認定。
- 1993年（平成5年）5月11日 - 建設省から、主要県道藤枝黒俣線が藤枝黒俣線として主要地方道に再指定される[2]。

## 路線状況

### 重複区間
- 静岡県道81号焼津森線（藤枝市本郷）

## 地理

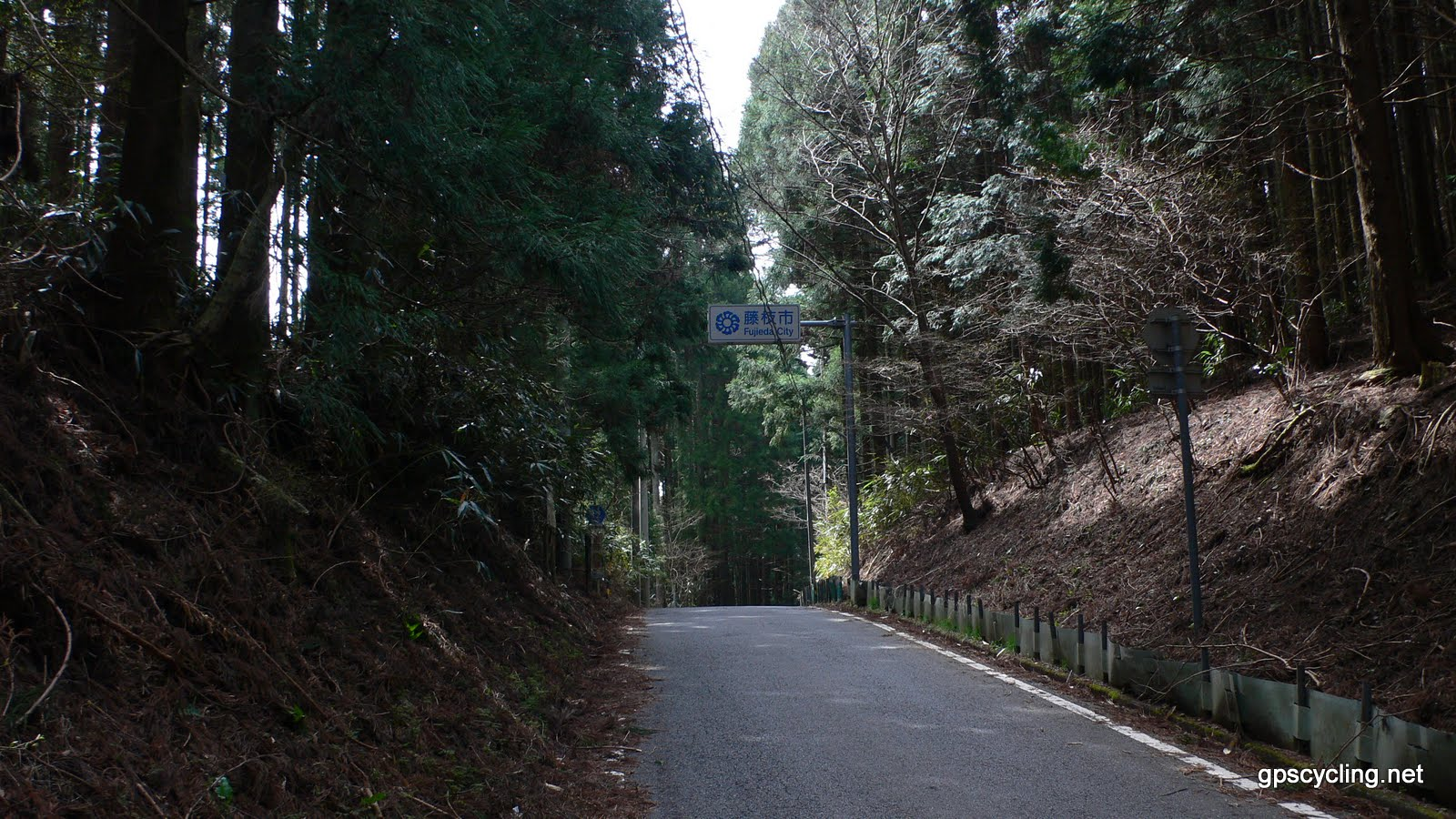
清笹峠（2006年4月）

### 通過する自治体
- 藤枝市
- 静岡市（葵区）

### 交差する道路
- 静岡県道215号伊久美藤枝線・静岡県道381号島田岡部線（藤枝市岡出山2丁目・岡出山交差点、起点）
- 国道1号 藤枝バイパス 谷稲葉インターチェンジ・静岡県道216号堀之内青島線（藤枝市堀之内・谷稲葉IC交差点）
- 静岡県道81号焼津森線（藤枝市本郷）
- 静岡県道81号焼津森線（藤枝市本郷）
- 静岡県道220号蔵田島田線（藤枝市瀬戸ノ谷）
- 静岡県道63号藤枝天竜線（藤枝市瀬戸ノ谷）
- 国道362号（静岡市葵区黒俣、終点）

### 沿線
- 蓮華寺池公園
- 藤枝総合運動公園
- 瀬戸谷温泉ゆらく
- びく石ふれあい広場（旧びく石牧場）
- スポーツ・パル高根の郷
- 宇嶺の滝

### 峠
- 清笹峠